# Tomás Ibáñez
Tomás Ibáñez (1944) est un militant libertaire et un théoricien anarchiste.
Fils d’exilés espagnols, il participe très activement au mouvement libertaire, tant en France dans les années 1960, notamment au Mouvement du 22 Mars pendant Mai 68 ;  qu’en Espagne à partir de la fin de la dictature franquiste.
Penseur hétérodoxe, son parcours se caractérise par une volonté constante de renouveler et d’actualiser la pensée anarchiste.
En plus de ses contributions théoriques, il est connu pour être l'un des deux auteurs du symbole anarchiste du A cerclé en 1964.

## Biographie
La vie de Tomás Ibáñez est marquée par l'anarchisme dès son enfance : fils d'un exilé libertaire en France, il participe dans les années 1960 aux cercles étudiants anarchisants, alors que presque personne n'osait contester l'hégémonie du Parti communiste. En 1968, il fait partie du Mouvement du 22 mars avec Daniel Cohn-Bendit et Jean-Pierre Duteuil, et participe à diverses actions jusqu'à son arrestation le 10 juin.
En 1973, il revient en Espagne et tente de reconstruire en vain le syndicat anarchiste CNT.
Il devient ensuite professeur à l'Université autonome de Barcelone dans le département de psychologie sociale jusqu'à sa retraite en 2007.
Il a écrit de nombreux essais et articles sur l'anarchisme, les sciences humaines et en particulier la psychologie sociale. Il a enrichi la pensée anarchiste avec des éléments du post-structuralisme français, notamment de Michel Foucault.
En septembre 2017, il explique son point de vue sur le conflit indépendantiste catalan dans un texte intitulé « Perplexités intempestives » auquel répond Miguel Amorós dans une lettre ouverte, puis dans un livre collectif publié en mars 2018, No le deseo un Estado a nadie.
En 2022, il publie Anarquismos en perspectiva qui  rassemble des textes écrits depuis soixante ans.
Ils sont classés en trois thèmes : l'insertion de l’anarchisme dans la situation actuelle et ses perspectives d'évolution, les questions théoriques de la pensée anarchiste qu'il faudrait renouveler et le totalitarisme actuel et les nécessaires pratiques de résistance.
Tomás Ibáñez dédie son livre à « ceux qui entretiennent le désir de révolution et le manifestent dans leurs pratiques quotidiennes de lutte ».

### LeAcerclé

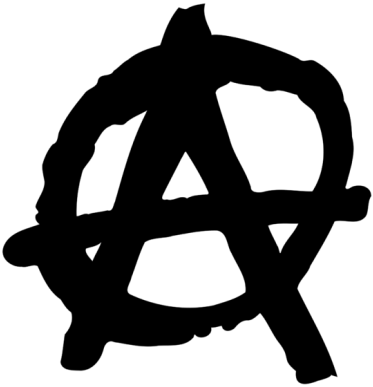
Le symbole traditionnel du A cerclé.

Selon les auteurs de l’ouvrage « A cerclé, histoire véridique d’un symbole », ce signe remonte à 1964. Le symbole est proposé par Tomás Ibañez et René Darras, en avril 1964, dans le Bulletin des Jeunes libertaires, « à l'ensemble du mouvement anarchiste », comme projet de signe de ralliement. Afin de « trouver un moyen plus pratique et rapide de minimiser le temps et la longueur de signature sous les textes et slogans. » Un symbole aussi rapidement identifiable que la croix , la svastika ou la faucille et le marteau. Le A cerclé a l’avantage d’être plus facilement exécutable. Il faut cependant attendre l’après Mai-68 pour qu’il se répande et se banalise dans le monde entier.

## Publications
- (es) Anarquismos en perspectiva : conjugando el pensamiento libertario para disputar el presente, Descontrol, Barcelone, 2022, 198 pages présentation éditeur
- Centre International de Recherches sur l'Anarchisme (Lausanne) : notice bibliographique.
- Catalogue général des éditions et collections anarchistes francophones : notice bibliographique.

### Traduit en français
- Fragments épars pour un anarchisme sans dogmes, Rue des cascades, 2010,  (ISBN 978-2-917051-07-8), (BNF 42206551)[10],[11].
  - Pour un pouvoir politique Libertaire, extrait publié dans l'ouvrage collectif Le Pouvoir et sa négation, Atelier de création libertaire, 1984, [lire en ligne].

- Une résurgence anarchiste : les Jeunesses libertaires dans la lutte contre le franquisme : la FIJL dans les années 1960, avec Salvador Gurucharri, Acratie, 2012,  (ISBN 978-2-909899-37-4), (BNF 42797670), présentation éditeur.

- Anarchisme en mouvement. Anarchisme, néoanarchisme et postanarchisme, Éditions Nada, 2014,  (ISBN 9791092457063), notice éditeur[12].

- Nouveaux fragments épars pour un anarchisme sans dogmes, Rue des Cascades, 2017.

#### Sur le mouvement indépendantiste en Catalogne
- « Anarchisme et nationalisme, ou le triangle des Bermudes », Libre Pensamiento, no 83,‎ 2015 (lire en ligne).

- « Perplexités intempestives », La voie du jaguar,‎ 27 septembre 2017 (lire en ligne).

- « Catalogne : un point de vue libertaire », Club de Mediapart,‎ 4 octobre 2017 (lire en ligne).

- « Catalogne : des libertaires à la dérive ? », Club de Mediapart,‎ 8 novembre 2017 (lire en ligne).

- (es) No le deseo un Estado a nadie, ouvrage collectif sur le conflit catalan avec Miguel Amorós, Corsino Vela, Santiago López Petit et Francisco Madrid, Pepitas de calabaza, 2018.

### Revues
- Articles publiés dans les Cahiers de psychologie politique, [lire en ligne].

- « Pouvoir et liberté : une tension inhérente au champ politique », Réfractions, no 27,‎ automne 2011, p. 27-34 (lire en ligne).

## Vidéo
- Réflexions, approximativement philosophiques, sur l’anarchie, l’anarchisme et le néo-anarchisme, intervention de Tomás Ibañez au Centre de Documentation et de Recherche sur les Alternatives Sociales (Cedrats), 28 janvier 2011, [lire en ligne], voir en ligne.